# Omloop van het Houtland 1987
L'Omloop van het Houtland 1987, quarantatreesima edizione della corsa, si svolse il 1º ottobre 1987 su un percorso di 182 km, con partenza e arrivo a Lichtervelde. Fu vinto dal belga Hendrik Redant della Robland-Isoglass-Galli davanti ai suoi connazionali Paul Haghedooren e Yvan Lamote.

## Ordine d'arrivo (Top 10)
| Pos. | Corridore        | Squadra                                 | Tempo    |
| ---- | ---------------- | --------------------------------------- | -------- |
| 1    | Hendrik Redant   | Robland-Isoglass-Galli                  | 4h37'00" |
| 2    | Paul Haghedooren | Sigma                                   |          |
| 3    | Yvan Lamote      | Hitachi-Marc                            |          |
| 4    | Filip Van Vooren | AD Renting-Fangio-IOC-MBK-Mayer         |          |
| 5    | Werner Devos     | Lucas-Mullers-Orbea-Atlanta             |          |
| 6    | Koen Vekemans    | Lotto-Merckx-Emerxil                    |          |
| 7    | Corneille Daems  | Transvemij-Van Schilt-Floorgres-Gardeni |          |
| 8    | Eddy Vanhaerens  | Sigma Coatings-Cicli Diamant            |          |
| 9    | Marc Assez       | Hitachi-Marc-Rossin                     |          |
| 10   | Dirk Clarysse    | TeveBlad-Merckx                         |          |